# Melodier vi minns
Melodier vi minns är ett album av det svenska dansbandet Simons inspelat 1992. Det är en samling av melodier med gamla svenska storartister som gästsjunger. Medverkar gör Thore Skogman, Brita Borg, Sonja Sjöbäck, Erik Frank, Ewert Granholm, Lars Kåge, Harry Brandelius och Bertil Boo

## Låtlista
1. Swing it magistern
2. En gång till[förtydliga]
3. Lili Marlene
4. Klockorna i gamla stan
5. Det var så länge sen
6. Novelty accordion
7. Säg hur har du det med kärleken idag
8. En månskenspromenad
9. Jag har en liten melodi
10. Solen lyser även på en liten stuga
11. En dörr på glänt